# Yauco
Yauco ist eine der 78 Gemeinden von Puerto Rico.
Sie liegt an der Südküste von Puerto Rico. Sie hatte 2019 eine Einwohnerzahl von 33.575 Personen.

## Geschichte
Yauco wurde nach dem Fluss Yauco benannt, den die indigenen Taíno coayuco nannten, was "Yucca-Plantage" bedeutet. Im Jahr 1755 bauten die spanischen Siedler der Region eine kleine Kapelle und nannten sie Nuestra Señora del Santísimo Rosario (Unsere Liebe Frau vom Heiligen Rosenkranz). Die Siedler schickten Fernando Pacheco als ihren Vertreter zur spanischen Regierung, um die Gründung einer Gemeinde zu beantragen, da sie eine der Voraussetzungen für die Gründung einer Gemeinde erfüllt hatten, nämlich die Errichtung einer Kultstätte. Am 29. Februar 1756 gewährte der spanische König den Siedlern ihre Bitte und die Gemeinde Yauco wurde gegründet.
Die Pro-Unabhängigkeits-Bewegung erhob hier den zweiten und letzten großen Aufstand gegen die spanische Kolonialherrschaft in Puerto Rico, bekannt als die Intentona de Yauco, auch bekannt als der versuchte Putsch von Yauco. Die Revolte, die am 26. März 1897 stattfand, wurde von Antonio Mattei Lluberas, Mateo Mercado und Fidel Vélez organisiert. Sie wurden von den Anführern von El Grito de Lares, dem ersten großen Unabhängigkeitsversuch, unterstützt, die sich als Mitglieder des puerto-ricanischen Revolutionskomitees im Exil in New York City befanden. Während dieses Aufstandes hisste Vélez zum ersten Mal die heutige Flagge von Puerto Rico auf lokalem Boden. Die lokalen spanischen Behörden hatten Gerüchte über den Aufstand gehört und handelten schnell, um ihn zu unterdrücken.
Yauco wurde im 19. Jahrhundert zu einem Zentrum für die korsische Einwanderung nach Puerto Rico aufgrund der geografischen Ähnlichkeit mit ihrer Heimat. Korsen haben zu vielen Bereichen des Lebens in Yauco beigetragen, insbesondere zur Kaffeeindustrie. Dies spielte eine Rolle bei den Spitznamen der Stadt: El Pueblo del Café (Stadt des Kaffees) und Los Corsos (Die Korsen). Sie ist auch als La Capital Taína (die Taíno-Hauptstadt) nach den Ureinwohnern von Puerto Rico bekannt.

## Gliederung
Die Gemeinde ist in 21 Barrios aufgeteilt:
1. Aguas Blancas
2. Algarrobo
3. Almácigo Alto
4. Almácigo Bajo
5. Barina
6. Caimito
7. Collores
8. Diego Hernández
9. Duey
10. Frailes
11. Jácana
12. Naranjo
13. Quebradas
14. Ranchera
15. Río Prieto
16. Rubias
17. Sierra Alta
18. Susúa Alta
19. Susúa Baja
20. Vegas
21. Yauco barrio-pueblo

## Wirtschaft
Die Hauptanbaukulturen von Yauco sind Kaffee, Kochbananen, Orangen und Tabak.